# Arlanda Express
Arlanda Express es un tren de alta velocidad que presta servicio en Estocolmo (Suecia). Conecta la Estación Central de Estocolmo con el aeropuerto internacional de Estocolmo-Arlanda, un trayecto que dura veinte minutos. Actualmente la velocidad normal de funcionamiento es de 200 km/h, con un máximo de 205 km/h. Esto lo convierte en el segundo tren más rápido que se utiliza actualmente en Suecia, siendo sólo superado por el X 2000. La construcción de las vías acabó en 1999, y desde entonces una empresa tiene una concesión del gobierno para operar la línea durante treinta años.
Se utilizan siete trenes del modelo X3 de la corporación francesa Alstom, completamente adaptados para discapacitados, incluyendo los accesos desde los andenes. En el aeropuerto el tren realiza dos paradas, en las estaciones sur y norte. La línea consta de dos vías, y en horas punta los trenes llegan a tener una frecuencia de menos de 10 minutos.